# Batoglavac
Batoglavac ˙(lat. Pagellus acarne) riba je iz porodice Sparidae. Sinonim joj je Pagrus acarne. Kod nas se još naziva i divlji arbun, bajok, grbić, batelj, batokljunac, rumenac, bokador, okan, surać. Smeđecrvene je boje, vrlo je sličan okanu koji je malo širi i ima pjegu. Živi u jatima, na području do 70 m dubine, a u sumrak i noću dođe i u pliće vode u potrazi za hranom. Danju je uglavnom neaktivan, zakopan u mulju ili pijesku. Hrani se crvićima, školjkama i račićima, ali i manjim vrstama ribe. Naraste do 36 cm duljine i do težine od 0,5 kg. Ova vrsta migrira i rijetko se zadržava na jednom mjestu. Mrijesti se u kolovozu i rujnu. Jestiva je i cijenjena riba.

## Rasprostranjenost
Ova vrsta živi na istočnom dijelu Atlantika, od Biskajskog zaljeva do Senegala, također i oko otoka Madeire, Kanara, Zelenortskih otoka, kao i na cijelom Mediteranu. Oko Britanskih otoka je rijedak, a ponekad se pojavi i na obalama Danske.

## Poveznice
|  | Zajednički poslužitelj ima još gradiva o temi Batoglavac |
|  | Wikivrste imaju podatke o taksonu Batoglavac             |